# Kleine huismoeder
De kleine huismoeder (Noctua interjecta) is een nachtvlinder uit de familie Noctuidae (uilen). De voorvleugellengte bedraagt tussen de 14 en 17 millimeter. De soort komt verspreid over Europa voor. Hij overwintert als rups.

## Waardplanten
De kleine huismoeder heeft als waardplanten allerlei grassen en kruidachtige planten, zoals moerasspirea en groot kaasjeskruid.

## Voorkomen in Nederland en België
De kleine huismoeder is in Nederland een vrij algemene en in België een niet zo algemene soort, die verspreid over het hele gebied kan worden gezien. De vlinder kent één generatie die vliegt van eind juni tot in augustus.